# Coronopora
Rodinopora is een monotypisch mosdiertjesgeslacht uit de familie van de Lichenoporidae en de orde Cyclostomatida.

## Soort
- Coronopora truncata (Fleming, 1828)